# Association sportive des FAR (handball)
Pour les articles homonymes, voir Association sportive des FAR.
La section handball est l'une des nombreuses sections du club omnisports marocain de l' Association sportive des Forces armées royales, située à Rabat.

## Histoire
La section handball de l'Association sportive des FAR fut créée en 1960 soit seulement deux ans après la création du club. Cette section est la quatrième discipline créée par le club omnisports. 
Lors de la saison 2008-2009, le club s'est classé à la 7e place du championnat et s'est fait éliminer en quart de finale de Coupe du Trône.

## Palmarès
- Coupe du Trône (2)
  - Champion : 1997,2024
  - Finaliste : 2019

## Club omnisports
- Association sportive des FAR (omnisports)
- Association sportive des FAR (football)
- Association sportive des FAR (basket-ball)
- Association sportive des FAR (basket-ball féminin)
- Association sportive des FAR (volley-ball)